# Jacek Mickiewicz
Jacek Mickiewicz (nascido em 17 de abril de 1970) é um ex-ciclista polonês. Competiu representando seu país, Polônia, nos Jogos Olímpicos de Verão de 1992 em Barcelona, onde terminou na vigésima segunda posição na prova de estrada individual.